# Novos Baianos
Novos Baianos é um conjunto musical brasileiro de Rock e MPB originário da Bahia, ativo em seu auge entre os anos de 1969 e 1979, que se reuniu em 1990, 1996, 2015 e 2023.
Influenciou a música popular brasileira e o rock brasileiro nos anos 70, utilizando-se de vários ritmos musicais do país que vão de samba, bossa nova, frevo, baião, choro, afoxé e ijexá ao rock n' roll, influenciados pela contracultura e pela emergente tropicália.
Contava, em sua formação original, com Moraes Moreira (compositor, vocal e violão), Baby do Brasil (vocal), Pepeu Gomes (guitarra), Paulinho Boca de Cantor (vocal), Jorginho Gomes (bateria e bandolim), Bola e Baxinho (percussão), Dadi (baixo) e Luiz Galvão (letras).
O grupo lançou oito trabalhos. O segundo disco do grupo, Acabou Chorare, foi eleito pela revista Rolling Stone como o melhor disco da história da música brasileira, em outubro de 2007.

## História

### Formação e primeiros anos
A história do grupo começou em 1969, com o espetáculo "O Desembarque dos Bichos Depois do Dilúvio Universal", no Teatro Vila Velha, em Salvador, Bahia, onde pela primeira vez se apresentaram juntos Luiz Galvão, agrônomo formado, Paulinho Boca de Cantor, ex-crooner da "Orquestra Avanço", o popular nas noites de Salvador Moraes Moreira, a única não-baiana do grupo, a niteroiense Baby do Brasil, e Pepeu Gomes. Moraes Moreira foi apresentado a Tom Zé, que era amigo de Galvão. Baby Consuelo conheceu os dois (Moraes e Galvão) em um bar, enquanto passava as férias em Salvador. Mais tarde, Paulinho Boca de Cantor conheceu os três, e se uniu a eles. Dos membros que formariam o grupo mais tarde, apenas Pepeu Gomes era músico profissional e havia passado por diversas bandas anteriormente. Nas apresentações em palco e gravações, o grupo era inicialmente composto pelo um quarteto, acompanhado pelo grupo 'Os Leifs', mais tarde renomeado como A Cor do Som, do qual faziam parte o baixista Dadi, o baterista/percussionista Baxinho José Roberto Martins Macedo, o  guitarrista Pepeu Gomes e seu irmão baterista, Jorginho Gomes. Pepeu Gomes foi incorporado definitivamente ao grupo após seu casamento com a vocalista da banda, Baby Consuelo, e, ao lado de Moraes Moreira, atua como arranjador musical do grupo.
Em 1969, se inscreveram para o V Festival de Música Popular Brasileira com a canção "De Vera". A origem do nome surgiu em decorrência de uma apresentação na Rede Record, quando, ainda sem nome definido para o grupo, o coordenador do festival, Marcos Antônio Riso gritou "Chama aí esses novos baianos!". Os Novos Baianos nunca se permitiram obedecer a gravadoras e empresários, tanto que, quando foram para São Paulo, se apresentaram em diversos programas de televisão, extrapolando o tempo previsto.

### Auge
O primeiro empresário do grupo foi Marcos Lázaro, e foram contratados primeiramente pela gravadora RGE, onde lançaram um compacto simples, "De Vera"/"Colégio de Aplicação". No ano de 1970, lançaram o primeiro long play, intitulado É Ferro na Boneca, que, além de trazer as canções do compacto e uma grande mistura de gêneros, foi tema dos filmes "Caveira My Friend" e "Meteorango Kid". O número de cópias vendidas do disco não foi tão extensa.

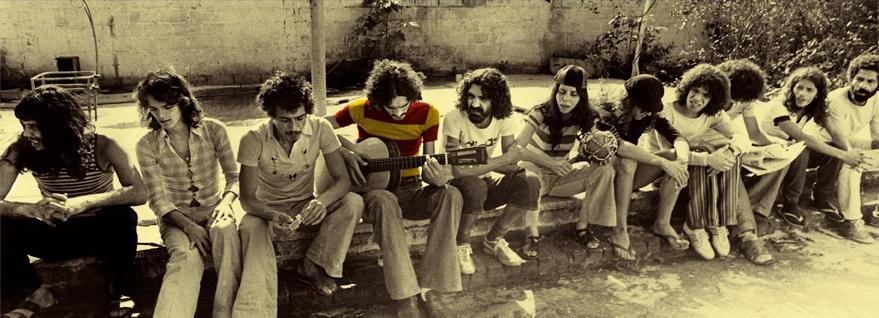
Na foto, a maior parte dos integrantes da formação original, no início da década de 1970

Com a desclassificação de "Vera" do Festival da Record, Os Novos Baianos resolveram partir para o Rio de Janeiro. Lá, moravam todos juntos em quatro cômodos, o que resultou em um grande entrosamento entre os músicos.

Em 1971 lançaram compacto Novos Baianos com o single "Dê um Rolê", no mesmo ano gravaram o segundo compacto simples, "Volta que o Mundo dá", e receberam a visita de João Gilberto, que viria a influenciá-los com o samba. Com a grande fusão de gêneros brasileiros, sugerida por João Gilberto e a guitarra de Pepeu Gomes, surgiu o mais consistente e lembrado disco do grupo, Acabou Chorare, pela Som Livre; o álbum foi considerado o melhor da música popular brasileira pela revista Rolling Stone em sua Lista dos 100 maiores discos da música brasileira.

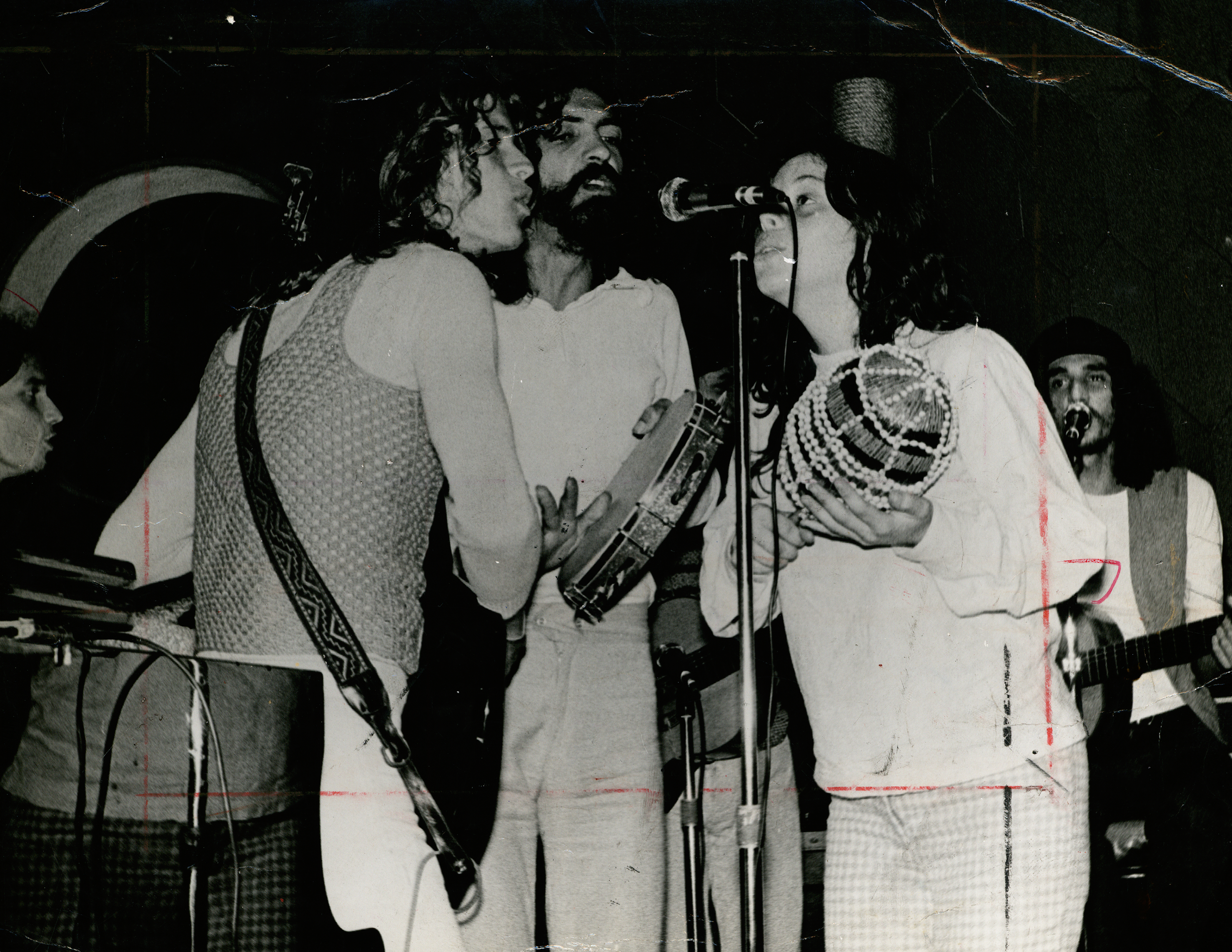
O grupo, em apresentação de 1972.

Em Vargem Grande, na época uma localidade de Jacarepaguá, alugaram um sítio apelidado de "Cantinho do Vovô".  Viviam de forma quase anárquica em pleno regime militar.
Em uma nova gravadora, a Continental, lançam seu terceiro álbum de estúdio, Novos Baianos F.C., com inovações rítmicas e líricas. O disco ganhou um filme homônimo de Solano Ribeiro. Os Novos Baianos se mudam novamente, desta vez para uma fazenda em São Paulo, a convite de um executivo da Continental. Lá gravaram o quarto disco, Novos Baianos, mais conhecido por Alunte. O disco não vendeu tanto quanto os anteriores, o que levou a um desentendimento com a gravadora, e Moraes Moreira, principal compositor da banda resolveu partir para a carreira solo.[carece de fontes?]
Desfalcados de Moraes Moreira, compositor principal ao lado de Galvão, o grupo faz de Pepeu Gomes o exemplo instrumental. O disco seguinte, Vamos pro Mundo, foi lançado ainda em 1974 pela Som Livre e tinha como foco as faixas instrumentais em choro - Rock, baião e samba.
Em 1976, o grupo assina seu contrato mais longo, de dois anos com a gravadora Tapecar. O primeiro álbum na gravadora, Caia na Estrada e Perigas Ver, investiu no rock'n Roll pesado em maioria das faixas e pandeiro obteve sucesso com cover "Brasileirinho" de Waldir Azevedo e a canção Ziriguidum.
Em 1977 lança álbum Praga de Baiano, já enfraquecidos pelo processo inicial das carreiras solo de Paulinho, Pepeu e Baby. O disco trazia o trio elétrico, frevo, e bastante música instrumental. Tornaram-se atração dos trios-elétricos, e Baby do Brasil foi a primeira cantora desse tipo de evento. Conhecidos como Trio Elétrico Novos Baianos no Carnaval de Salvador.
O último trabalho, Farol da Barra, pela CBS, homenageia os compositores Ary Barroso e Dorival Caymmi, regravando "Isto Aqui O Que É?", e "Lá Vem a Baiana". O principal destaque do disco era a faixa-título, uma parceria entre Galvão e Caetano Veloso. No ano seguinte o grupo encerra suas atividades, focando em carreira solo de destaques de todos integrantes em anos seguintes.

### Reuniões posteriores
Em 1987, Baby, Pepeu e Paulinho se reuniram em uma apresentação única no Teatro Castro Alves. Em 1990, a reunião completa de Baby, Paulinho, Pepeu e Moraes Moreira aconteceu em um trio elétrico nas ruas de Salvador. Nesse mesmo ano, Pepeu e Moraes gravam um trabalho juntos.
A banda também se reuniu em meados da década de 1990 para uma apresentação com Marisa Monte, que apoiou o retorno do grupo aos estúdios. Em 1997, o grupo reúne sua formação original e lançam o disco duplo: Infinito Circular.
Em 2009, durante o carnaval de Salvador, se reuniram novamente Paulinho, Baby e Pepeu para duas apresentações a bordo do trio elétrico intitulado "Os Novos Baianos" a banda percorreu o circuito do Campo Grande até a praça Castro Alves arrastando inúmeros fãs. O trio contou, ainda, com a participação das filhas de Baby o grupo SNZ e de seu filho Pedro Baby. Também em 2009 o grupo se apresentou na Virada Cultural, no palco localizado na Avenida São João em São Paulo, em show visto por um milhão de pessoas. A apresentação contou com Baby do Brasil, Pepeu Gomes, Luis Galvão e Paulinho Boca de Cantor, da formação clássica.

### Acabou Chorare - Novos Baianos Se Encontram
No dia 19 de dezembro de 2015 o grupo anuncia seu retorno após 16 anos afastados dos palcos. As primeiras apresentações de uma turnê nacional que marcou o fim de um hiato de 17 anos aconteceram em São Paulo, Rio de Janeiro e Minas Gerais, entre agosto e setembro de 2016.
Em março de 2017, realizaram a gravação de seu primeiro DVD, no Metropolitan, no Rio, onde Acabou Chorare foi tocado na íntegra. Para viabilizar o lançamento do DVD, os Novos Baianos assinaram contrato com a Som Livre. O CD e DVD ao vivo Novos Baianos Acabou Chorare – Novos Baianos Se Encontram foi lançado no segundo semestre do mesmo ano.
A turnê "Acabou Chorare - Novos Baianos Se Encontram" terminou em 2018.

### Acabou Chorare: 50 anos
Em novembro de 2019, estreia o musical Novos Baianos, com direção sonora de Davi Moraes e Pedro Baby.
Em 2020, Moraes Moreira morreu, aos 72 anos, vítima de Covid-19. Dois anos depois, Luiz Galvão, o grande poeta e principal letrista do grupo, morreu aos 87, por problemas cardíacos.
Em setembro de 2023, Baby do Brasil, Pepeu Gomes e Paulinho Boca de Cantor se apresentam 9ª edição do Coala Festival, no Memorial da América Latina, em São Paulo. O show deu início às comemorações dos 50 anos do álbum Acabou Chorare, lançado em 1972.

## Integrantes
- Baby do Brasil (1969–presente)
- Paulinho Boca de Cantor (1969–presente)
- Pepeu Gomes (1969–presente)
- Jorginho Gomes (1969–presente)
- Dadi Carvalho (1969–2018)
- Luiz Galvão (1969–1979; 1996–2018; falecido em 2022)
- Moraes Moreira (1969–1974; 1997–2018; falecido em 2020)
- Baxinho
- Odair Cabeça de Poeta
- Didi Gomes
- Charles Negrita
- Bola Morais

## Discografia

### Álbuns de estúdio
- 1970 – É Ferro na Boneca (RGE)
- 1972 – Acabou Chorare (Som Livre)
- 1973 – Novos Baianos F.C. (Continental)
- 1974 – Novos Baianos (Continental)
- 1974 – Vamos pro Mundo (Som Livre)
- 1976 – Caia na Estrada e Perigas Ver (Tapecar)
- 1977 – Praga de Baiano (Tapecar)
- 1978 – Farol da Barra (CBS)

### Álbuns ao vivo
- 1997 – Infinito Circular (Globo Polydor)
- 2017 – Acabou Chorare - Novos Baianos Se Encontram (Som Livre)

### Compactos
- 1969 – "Colégio de Aplicação" / "De Vera" (RGE)
- 1970 – "Curto da Véu e Grinalda" / "Volta Que o Mundo Dá" (RGE)
- 1971 – "Psiu" / "29 Beijos" / "Globo da Morte" / "Mini Planeta Íris" (Compacto duplo) (RGE)
- 1971 – "Dê um Rolê" / "Você Me Dá um Disco?" / "Caminho de Pedro" / "Risque" (Compacto duplo) (Philips)
- 1973 – "No Tcheco Tcheco" / "Boas Festas" (Continental)
- 1973 – "A Minha Profundidade" / " O Prato e a Mesa" (Continental)
- 1976 – "Ninguém Segura Este País" / "Ovo de Colombo" (Tapecar)
- 1979 – "Casei no Natal, Larguei no Reveillon" / "Pra Enlouquecer na Praça" / "Alibabá Alibabou" / "Apoteose do Trio para Dodô" (CBS)